# Papier Xuan
Papier Xuan, także papier ryżowy (chiń. 宣纸; pinyin xuānzhǐ), potocznie nazywany również „królem papieru” lub „papierem długowieczności” – chiński papier wytwarzany ręcznie z kory drzewa Pteroceltis tatarinowii i słomy ryżowej; o gładkiej powierzchni i czystej teksturze, odporny na gniecenie i niszczenie, łatwo wchłaniający wodę i tusz; wykorzystywany do malowania i kaligrafii.
W 2009 tradycja produkcji papieru Xuan została wpisana na listę niematerialnego dziedzictwa UNESCO.

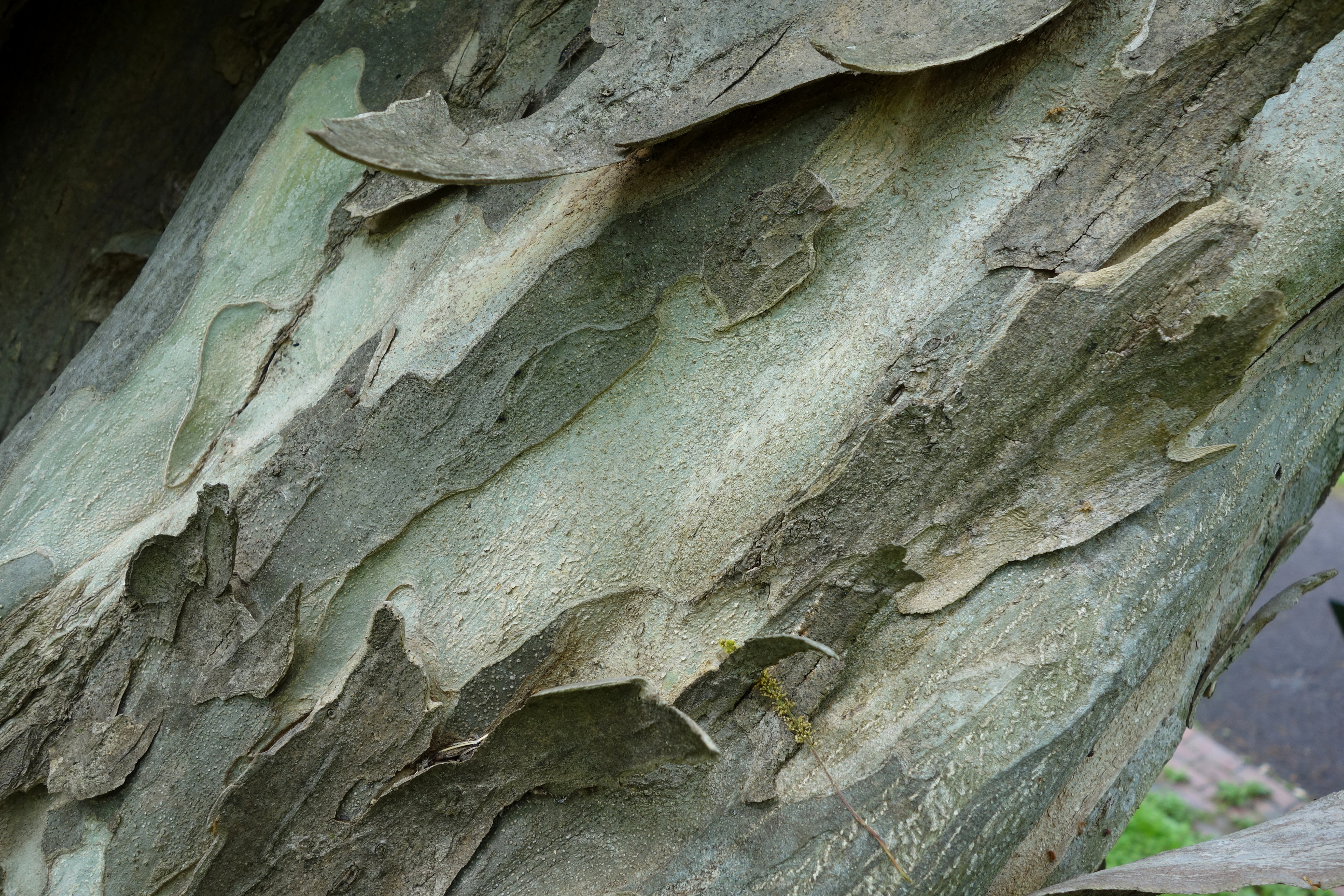
Kora drzewa Pteroceltis tatarinowii stanowiąca surowiec do wyrobu papieru Xuan

## Opis
Papier Xuan charakteryzuje się gładką powierzchnią, czystą teksturą i wysoką odpornością na gniecenie, gnicie oraz działalność szkodliwych owadów. Łatwo wchłania wodę i tusz. Z uwagi na te cechy jest wykorzystywany od VIII wieku do kaligrafii, malowania i druku książek. 
Produkowany jest ręcznie z kory drzewa Pteroceltis tatarinowii i słomy ryżowej. Proces produkcji, trwający ponad dwa lata, obejmuje ponad sto czynności: od namaczania, czyszczenia i fermentacji kory i osobno słomy, przez wybarwianie, rozcieranie na miazgę, mieszanie z sokiem z kiwi po czerpanie papieru i suszenie. 
Wszystkie składniki wykorzystywane do jego produkcji (woda, kora, słoma itd.), a także jej warunki muszą być w określonej jakości. Do tej pory nie udało się wytworzyć papieru Xuan maszynowo.  
Po raz pierwszy papier wspominany jest w dokumentach z epoki Tang jako trybut przysyłany na dwór cesarski z Xuanzhou, okręgu w Anhui we wschodnich Chinach, gdzie do dziś jest wytwarzany. Wytwarzano tam wiele gatunków papieru, z których te najlepszej jakości miały wówczas i później ugruntowaną sławę jako doskonałe medium do twórczości malarskiej i kaligraficznej. Produkowano je w różnych grubościach: jedno-, dwu- i trójwarstwowe; liczba warstw zależała od tego ile razy rzemieślnik nabierał masę papierową na sito. Nierzadko sitem operowali dwaj rzemieślnicy, bo cechą charakterystyczną wytwarzanych w Xuanzhou papierów były ich wielkie rozmiary (typowy arkusz miał 3 x 2,4 m); wytwarzano też specjalne arkusze, długie na 15 m.
Wiedza o metodach produkcji papieru Xuan była przekazywana ustnie z pokolenia na pokolenie, lecz obecnie umiejętność produkcji jest nauczana w miejscowych szkołach. W powiecie Jing funkcjonuje ponad sto warsztatów produkujących papier Xuan, w których zatrudnionych jest ponad 6 tys. osób.      
W 2009 tradycja produkcji papieru Xuan została wpisana na listę niematerialnego dziedzictwa UNESCO.